# Andrea Barócsi
Andrea Barócsi (1975) es una deportista húngara que compitió en piragüismo en la modalidad de aguas tranquilas.
Ganó tres medallas en el Campeonato Mundial de Piragüismo entre los años 1997 y 1999, y tres medallas en el Campeonato Europeo de Piragüismo en los años 1997 y 1999.

## Palmarés internacional
| Campeonato Mundial | Campeonato Mundial | Campeonato Mundial | Campeonato Mundial |
| Año                | Lugar              | Medalla            | Competición        |
| ------------------ | ------------------ | ------------------ | ------------------ |
| 1997               | Dartmouth (Canadá) | Medalla de plata   | K4 500 m           |
| 1998               | Szeged (Hungría)   | Medalla de plata   | K4 500 m           |
| 1999               | Milán (Italia)     | Medalla de bronce  | K2 1000 m          |
| Campeonato Europeo |                    |                    |                    |
| Año                | Lugar              | Medalla            | Competición        |
| 1997               | Plovdiv (Bulgaria) | Medalla de plata   | K2 1000 m          |
| 1997               | Plovdiv (Bulgaria) | Medalla de plata   | K4 500 m           |
| 1999               | Zagreb (Croacia)   | Medalla de plata   | K2 1000 m          |